# سلف (إسلام)
السلف مصطلح إسلامي يشير إلى المسلمين الذين عاشوا في القرون الثلاثة الأولى من الإسلام، جاء الثناء عليها عن رسول الإسلام محمد في قوله: 
| سلف (إسلام) | خير أمتي القرن الذي بعثت فيهم، ثم الذين يلونهم، ثم الذين يلونهم، ثم يأتي قوم ينذرون ولا يوفون، ويخونون ولا يؤتمنون، ويشهدون ولا يستشهدون، ويفشو فيهم السمن. | سلف (إسلام) |

والسلف مصطلح مثير للجدل بين الفرق الإسلامية، فعلى الرغم من اتفاق أغلب الفرق الإسلامية على المدلول العام للمصطلح، إلا أنه يثير الخلافات عند تفصيل معناه وأهميته.
السلف لغةً بفتح السين واللام: الآباء أو الأجداد. أما مصطلح السلف الصالح فهو تعبير يُراد به المسلمون الأوائل من الصحابة والتابعين وتابعيهم على اعتبار أنهم القدوة الصالحة. وقد نشأت مدارس إسلامية تدعو إلى اتباع نهج (السلف الصالح) في كل شؤون الحياة الدينية من مأكل وملبس ومعاملة وطريقة حياة فيما تمس الإسلام، وتدعو إلى محاربة الجديد في الدين على أنه بدعة، وهناك فرق في البدعة، كون البدعة كتعريف : هو الأمر المستحدث والذي لم يكن من قبل، ولهذا فإن البدع التي ليس له علاقة بالدين مباحة، كصنع السيارة والطائرة وغيرها، أما البدع التي كان يحذر السلف منها، فهي بدع تخص الشريعة الإسلامية وليست الدنيوية.